# NGC 977
NGC 977 is een spiraalvormig sterrenstelsel in het sterrenbeeld Walvis. Het hemelobject werd op 28 november 1785 ontdekt door de Duits-Britse astronoom William Herschel.

## Synoniemen
- PGC 9713
- MCG -2-7-31